# Muscle fléchisseur commun des orteils

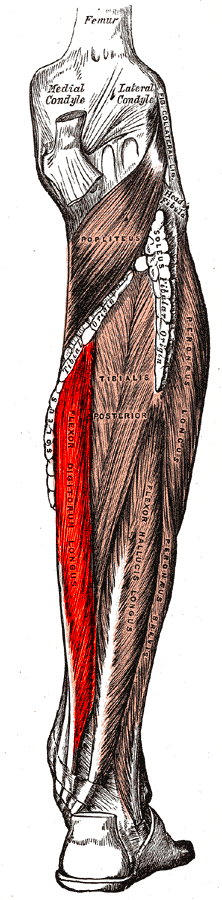
Le muscle fléchisseur commun des orteils.

Le muscle fléchisseur commun des orteils (ou muscle long fléchisseur commun des orteils ou muscle fléchisseur tibial des orteils) (Musculus Flexor Digitorum Longus) est un muscle du membre inférieur situé dans la jambe. Il est contenu dans la partie profonde de la loge crurale postérieure.

## Description
Le muscle fléchisseur commun des orteils est un long muscle qui relie le tibia aux phalanges distales des quatre orteils latéraux. C'est le plus médial des muscles de la loge crurale postérieure profonde.

## Origine
Le muscle fléchisseur commun des orteils se fixe sur sur le tiers moyen de la face postérieure du tibia, en dessous de la ligne du muscle soléaire jusqu'à 7 à 8 cm au-dessus de l'extrémité inférieure du tibia et en dedans de l'insertion du muscle tibial postérieur ainsi que sur l'aponévrose recouvrant le muscle tibial postérieur sur une ligne verticale passant en pont au dessus de ce muscle..

## Trajet
Le muscle fléchisseur commun des orteils descend et forme un tendon qui passe derrière la malléole médiale dans le sillon malléolaire du tibia avec et en dehors du tendon du muscle tibial postérieur. Il est séparé de ce dernier par un septum fibreux et chaque tendon possède sa propre gaine synoviale. Le tendon prend à ce niveau une direction vers l'avant, passe superficiellement  sur le ligament collatéral médial de l'articulation talo-crurale, en dedans du processus postérieur du talus et au sommet du sustentaculum tali. Il chemine ensuite sur la face plantaire du pied en passant sous le tendon du muscle long fléchisseur de l'hallux et se divise en quatre tendons qui divergent pour rejoindre les faces plantaires des phalanges des quatre orteils latéraux.
Chacun des quatre tendons reçoivent sur leur bord latéral l'insertion d'un muscle lombrical du pied.

## Terminaison
Chacun des quatre tendons terminaux passe dans les tendons terminaux du muscle court fléchisseur des orteils pour aller s’insérer sur la face plantaire de la base des phalanges distales des quatre orteils latéraux.

## Innervation
Le muscle fléchisseur commun des orteils est innervé par le nerf tibial

## Vascularisation
Le muscle fléchisseur commun des orteils est vascularisé par une branche de l'artère tibiale postérieure.

## Anatomie fonctionnelle
Le muscle fléchisseur commun des orteils est essentiellement fléchisseur des quatre orteils latéraux, fléchissant la phalange distale sur la phalange moyenne, la phalange moyenne sur la phalange proximale, puis il est fléchisseur plantaire du pied
Ses muscles antagonistes sont le muscles extenseur commun des orteils et court extenseur des orteils.

## Galerie

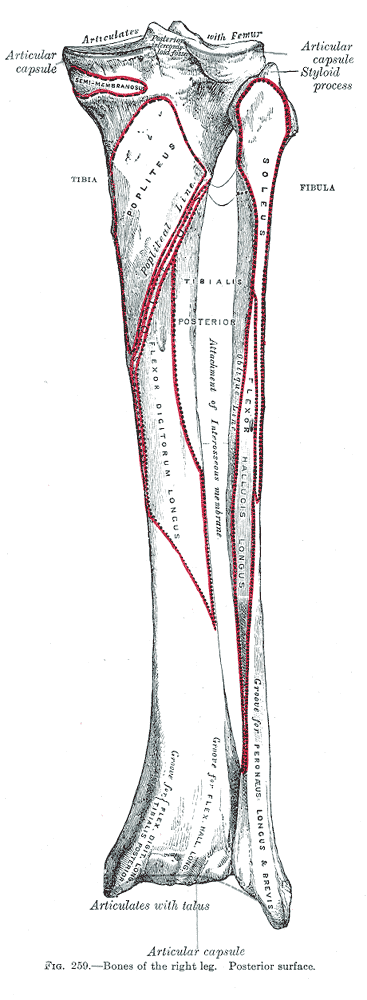
Les os de la jambe droite.Vue postérieure.
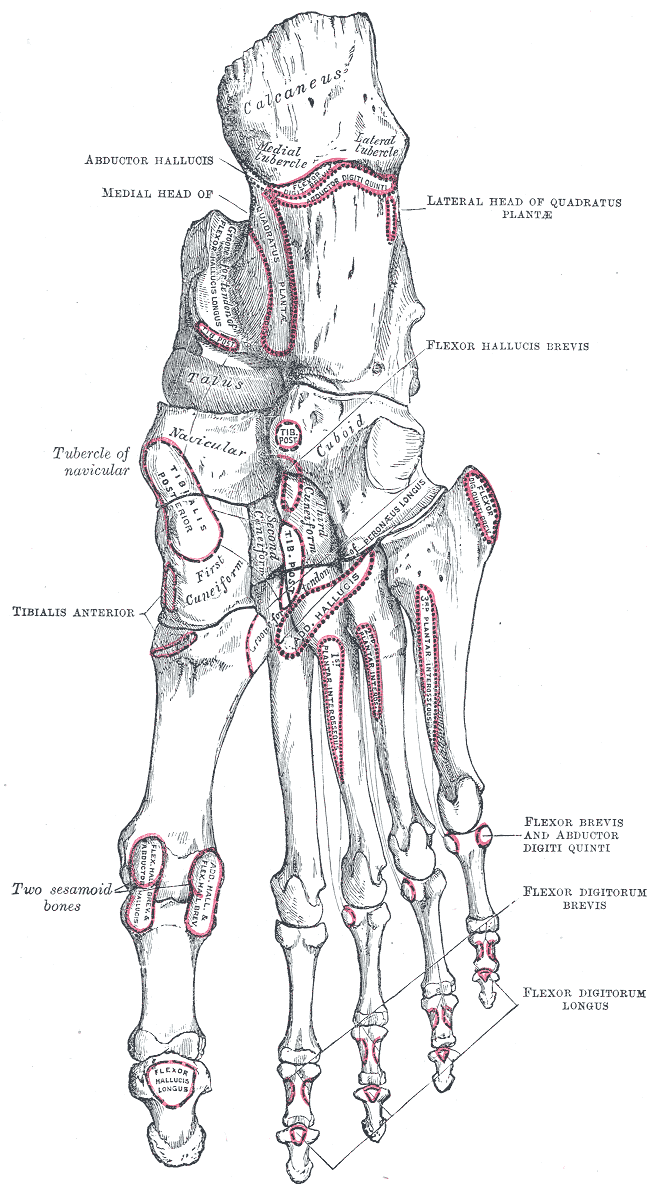
Les os du pied droit. Vue plantaire.
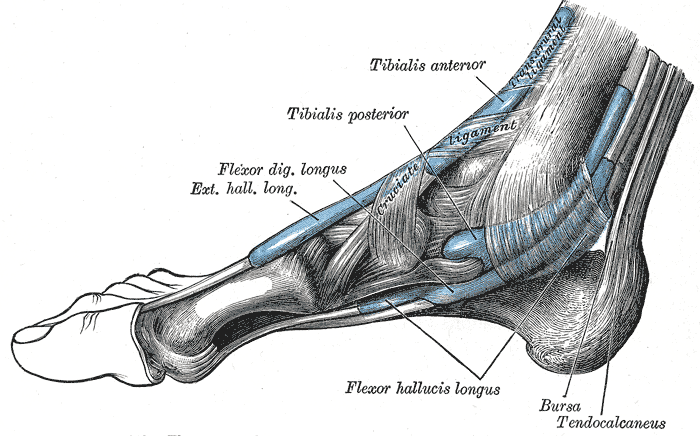
Les gaines synoviales de la cheville.

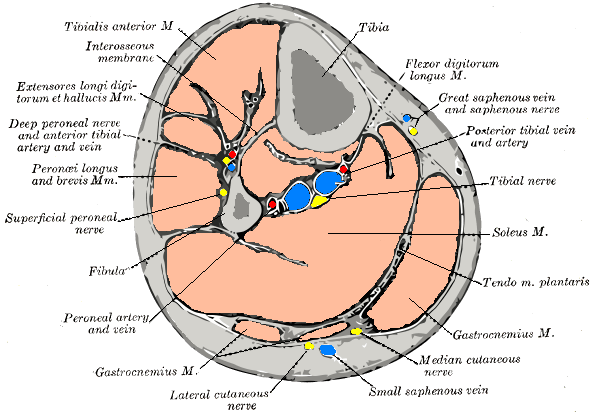
Coupe de la jambe au tiers moyen
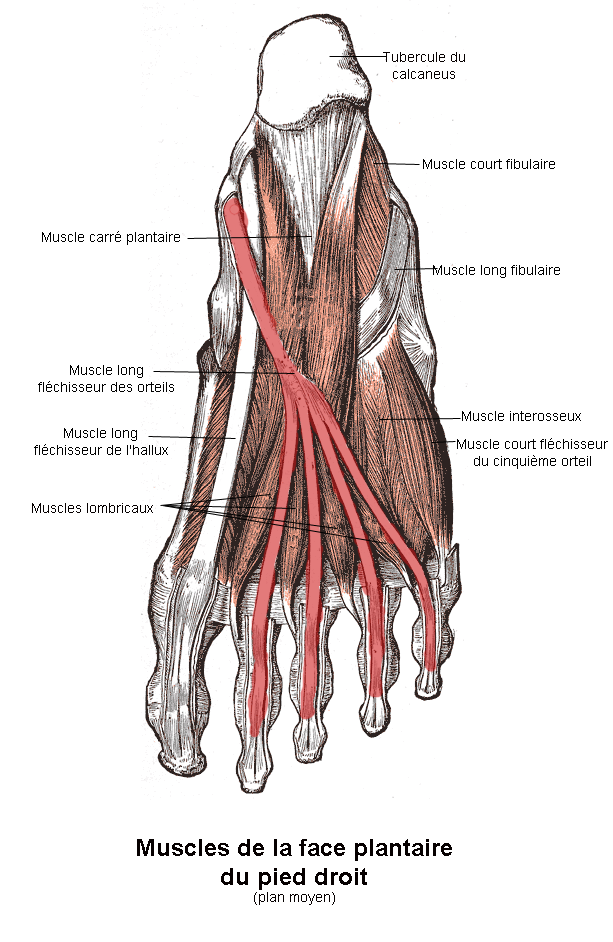
Les muscles de la plante du pied.
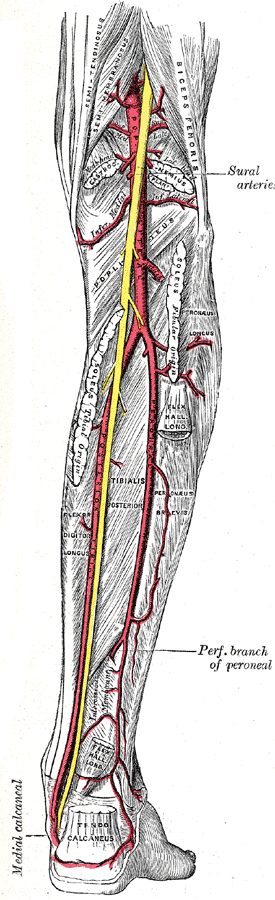
Les artères de la partie postérieure de la jambe.